# Otto Erich Deutsch
Otto Erich Deutsch (5. září 1883 Vídeň – 23. listopadu 1967 Baden) byl rakouský muzikolog židovského původu. Vystudoval literaturu a kunsthistorii na univerzitách ve Vídni a v Grazu. V roce 1938 odešel do Anglie a v Cambridge vytvořil první souborný katalog díla Franze Schuberta, který prvně publikoval anglicky roku 1951. Schubertova díla se od té doby označují písmenem D a číslem, které odkazuje na tento katalog. O Schubertovi napsal též monografii (Schubert. Die Erinnerungen seiner Freunde, 1957), stejně jako o Mozartovi (Mozart. Die Dokumente seines Lebens, 1961) a Haendelovi (Handel. A documentary biography, 1955).

## Vyznamenání
- Čestný kříž Za vědu a umění I. třídy (1959, Rakousko)